# Crystian Freiberger

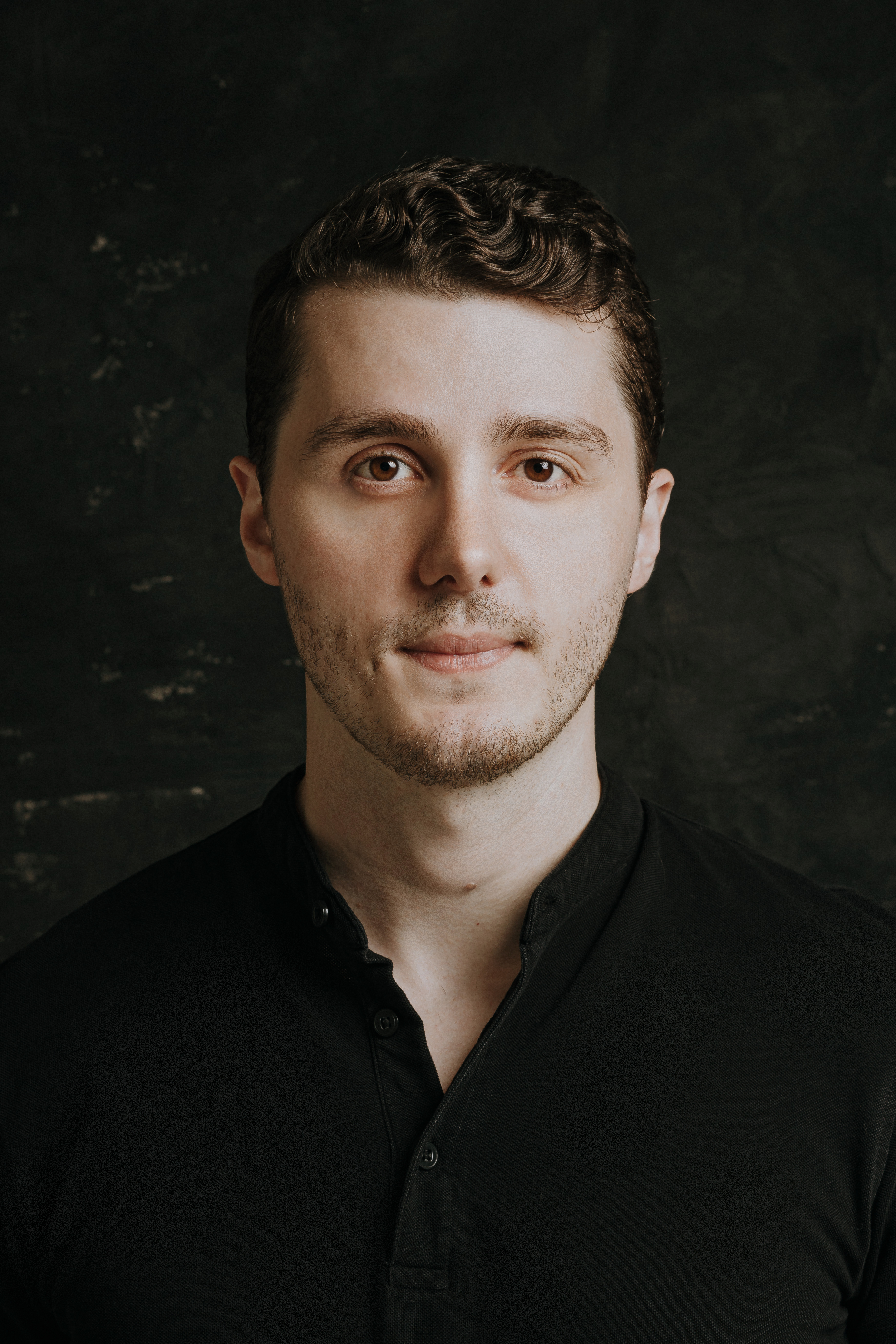
Designer Crystian Freiberger

Crystian Freiberger (Santa Catarina, 1993) é um designer brasileiro.

## Biografia
Crystian Freiberger é um engenheiro de produção e designer autodidata do Brasil, conhecido no campo da indústria moveleira. Ele ganhou destaque por sua abordagem à engenharia e ao design, que combina funcionalidade e estética.
Carreira
Freiberger iniciou sua carreira em engenharia de produção, aplicando esse conhecimento à indústria moveleira. Sua experiência no ambiente industrial contribuiu para o desenvolvimento de sua abordagem de design, que enfatiza tanto a funcionalidade quanto a forma.
Filosofia de Design
O trabalho de Freiberger é fundamentado na ideia de que o design deve ir além da aparência e atender a necessidades práticas. Ele aplica essa filosofia não só aos produtos que cria, mas também aos processos de produção envolvidos, visando a eficiência e a sustentabilidade.

## Prêmios
A' Design Award and Competition 2022-2023 | Poltrona Wave